# Manuel Ignacio de Vivanco
Manuel Ignacio de Vivanco Iturralde (n. Valparaíso, 15 de junho de 1806 - m. Lima, 16 de setembro de 1873) foi um militar e político peruano, Diretor Supremo da República do Peru de 20 de março de 1843 a 17 de junho de 1844.
Vinculado à aristocracia colonial de Lima, representou as tendências autoritárias e ainda um verdadeiro monarquismo nostálgico. Foi um conspirador obstinado, mas careceu de sentido prático e da audácia necessária para a realização de seus planos, e sempre foi deslocado por outros caudilhos, mais pragmáticos e efetivos. Sua tenaz rivalidade com Ramón Castilla marcou toda uma etapa da história republicana do Peru.